# Alessandro Pavia
Alessandro Pavia (Milan, 12 septembre 1824 - Gênes, 2 septembre 1889), est un photographe patriote italien, portraitiste de Garibaldi.